# Thạch Tu
Thạch Tu (石修), tên thật là Trần Thạc Tu (陳碩修), tên tiếng Anh là Bill (Chan Shek Sau) sinh ngày 21/11/1947, ông là một trong những diễn viên trụ cột của đài truyền hình TVB (Hong Kong) trong thập niên 70, 80.

## Tiểu sử
Khởi nghiệp điện ảnh từ rất sớm (năm 8 tuổi đã có vai diễn trong "Phụ mã diễm sử", Thạch Tu chịu ảnh hưởng lớn từ cha (Trần Trực Khang, vốn là biên kịch kiêm phó đạo diễn).
Thạch Tu thành danh rất sớm, từ nhỏ đã nổi tiếng thần đồng. Ông chuyển sang đóng phim truyền hình vào thập niên 70, khi nền điện ảnh Hong Kong bắt đầu xuống dốc. Ông có nhiều vai diễn để đời ở TVB như Nam Mộ Dung trong "Thiên long bát bộ" (đến nay vẫn chưa ai qua mặt ông trong vai này), Đông Phương Bạch trong "Lục chỉ cầm ma", Giang Thượng Phong trong "Dương môn nữ tướng",...
Cuối thập niên 80, Thạch Tu di dân sang Canada, theo phong trào di dân của Hong Kong trước khi Hong Kong trao trả cho Trung Quốc. Năm 1997, ông về Hong Kong, nhưng lại đầu quân cho ATV. Thạch Tu trở về "mái nhà xưa" TVB năm 2001. "Dũng vãng trực tiền" là bộ phim đầu tiên của ông trên mành ảnh nhỏ TVB, sau hơn mười năm vắng bóng.
Con trai ông là Trần Vũ Sâm (陈宇琛), sinh năm 1979, hiện cũng là diễn viên cho TVB.

## Các phim đã đóng
1970 Quân tử hảo cầu
1971 Lãnh noãn thân tình
1975 Ái tình tổ khúc
1975 Công phu nhiệt
1976 Thế giới danh trứ
1976 Bức thượng lương san
1976 Kim ngọc nô （Dân gian truyện kỳ)
1976 Long hổ báo
1976 Hoàng phi hồng
1976 Tâm hữu thiên thiên kết
1977 Đại báo phục
1977 Gia biến
1978 Ác nhân thế gia
1978 Phấn đấu (vai Địch Huy)
1979 Tuyệt đại song kiêu (vai Hoa Vô Khuyết)
1979 Bất thị oan gia bất tụ đầu (vai Chiêu Chí Đại)
1980 Nhân giả vô địch
1980 Luân lưu truyện
1980 Thế bất lưỡng lập
1981 Quá khách
1981 Phong vũ tình
1981 Hỏa phượng hoàng
1981 Dương môn nữ tướng (vai Giang Thượng Phong)
1981 Anh hùng xuất thiếu niên <Thiếu lâm xuất anh hùng>(vai Hồng Hy Quan)
1982 Tân dân gian truyện kì - phần Hàn yên thúy
1982 Thiên long bát bộ - phần Lục mạch thần kiếm (vai Mô Dung Phục)
1982 Thiên long bát bộ - phần Hư trúc truyện kì (vai Mộ Dung Phục)
1982 Si tình kiếp <Kiếp chung tình>
1983 Cảnh hoa xuất canh (vai Quang Cẩm Huy)
1983 Oan quỷ tái kiến
1983 Vô miện thiên sử
1984 Cố hương tình
1984 Ma đăng cán tham
1985 Sở hà Hán giới <Hán Sở tranh hùng> (vai Hạng Vũ)
1985 Lục chỉ cầm ma <Lục chỉ cầm khúc> (vai Đông Phương Bạch)
1986 Khuất Nguyên (vai Trương Nghi)
1986 Hoàng kim thập niên <Mười năm vàng son> (vai Hứa Vi Khang)
1987 Đại ban mật lệnh <Mật lệnh cấp trên, Hình cảnh quốc tế> (vai Hứa Đạo Hoành)
1987 Thư kiếm ân cừu lục (vai Văn Thái Lai)
1988 Thiếu lâm dữ Vịnh Xuân <Thiếu Lâm Vịnh Xuân quyền> (vai Lương Thế Hiển)
1988 Vô danh hỏa (vai Trần Thiên Vỹ)
1988 Cuồng long (vai Chu Đình Phong)
1989 Trích tinh đích nữ nhân <Cô gái trích tinh>
1989 Thiết huyết đại kì môn (vai Thiết Trung Đường)
1998 Phi thường nữ cảnh <Nữ cảnh sát phi thường> (vai Tiêu Quốc Huê)
1999 Hải Thụy đấu Nghiêm Tung (vai Thù Thiên)
1999 Tung hoành tứ hải <Tung hoành bốn biển> (vai Mã Thọ Nam)
2001 Dũng vãng trực tiền <Đường đua ác liệt> (vai Phùng Vỹ Văn)
2002 Pháp võng y nhân (vai Quan Chấn Đình)
2002 Lưu kim tuế nguyệt <Ngày tháng vàng son, Chuỗi ngày tan tác> (vai Hồng Bách Thao)
2002 Điểm chỉ tặc tặc tặc tróc tặc <Thiện ác đối đầu> (vai Hoa Tam Tỉnh)
2003 Bao la vùng trời (vai Philip Đường Hoàng)
2004 Phong hỏa kì ngộ kết lương duyên <Lương duyên Phan Lệ Hoa> (vai Tiết Nhân Quý)
2004 Liêm chánh hành động 2004
2004 Vô danh thiên sứ 3D (vai Liên Học Văn)
2004 Cách thế truy hung <Hung tình kỳ án> (vai Hạ Chánh Nam)
2005 Kinh diễm nhất thương <Tuyệt thế vũ khí> (vai Thái Kinh)
2005 Ngã đích dã man nãi nãi <Bà mẹ chồng khó tính> (vai Ninh Phong Đức)
2006 Triều bạo đại trạng <Lý lẽ con tim> (vai Nghê Thừa Khôn)
2006 Ái tình toàn bảo <Bảo hiểm tình yêu> (vai Nghiêm Hảo Cảnh)
2006 Đông Phương chi châu <Hạt ngọc Đông Phương> (vai Thường Thăng)
2006 Loạn thế giai nhân (vai Tùng Điền Nghị) ==
2021 Mối tình không lời vai Toàn Quán Cảnh